# 富山県道361号五十里氷見線
富山県道361号五十里氷見線（とやまけんどう361ごう いかりひみせん）は、富山県高岡市と同県氷見市を結ぶ一般県道（富山県道）である。

## 概要
- 起点：富山県高岡市五十里1798番4[1]（＝五十里（板屋）交差点・富山県道32号小矢部伏木港線交点）
- 終点：富山県氷見市窪1111[1]（＝国道415号（富山県道373号薮田下田子線重複）交点）

## 歴史
- 1973年（昭和48年）3月31日：路線認定[1][2]。

## 接続道路
- 富山県道32号小矢部伏木港線（高岡市五十里・五十里（板屋）交差点・起点）
- 富山県道296号仏生寺太田線（氷見市神代）
- 富山県道296号仏生寺太田線（氷見市堀田）
- 国道160号（氷見バイパス）（氷見市窪・窪交差点）
- 国道415号（富山県道373号薮田下田子線重複）（氷見市窪・柳田（北）交差点：終点）

## 重複区間
- 富山県道296号仏生寺太田線（氷見市神代 - 同市堀田）

## 冬期閉鎖区間

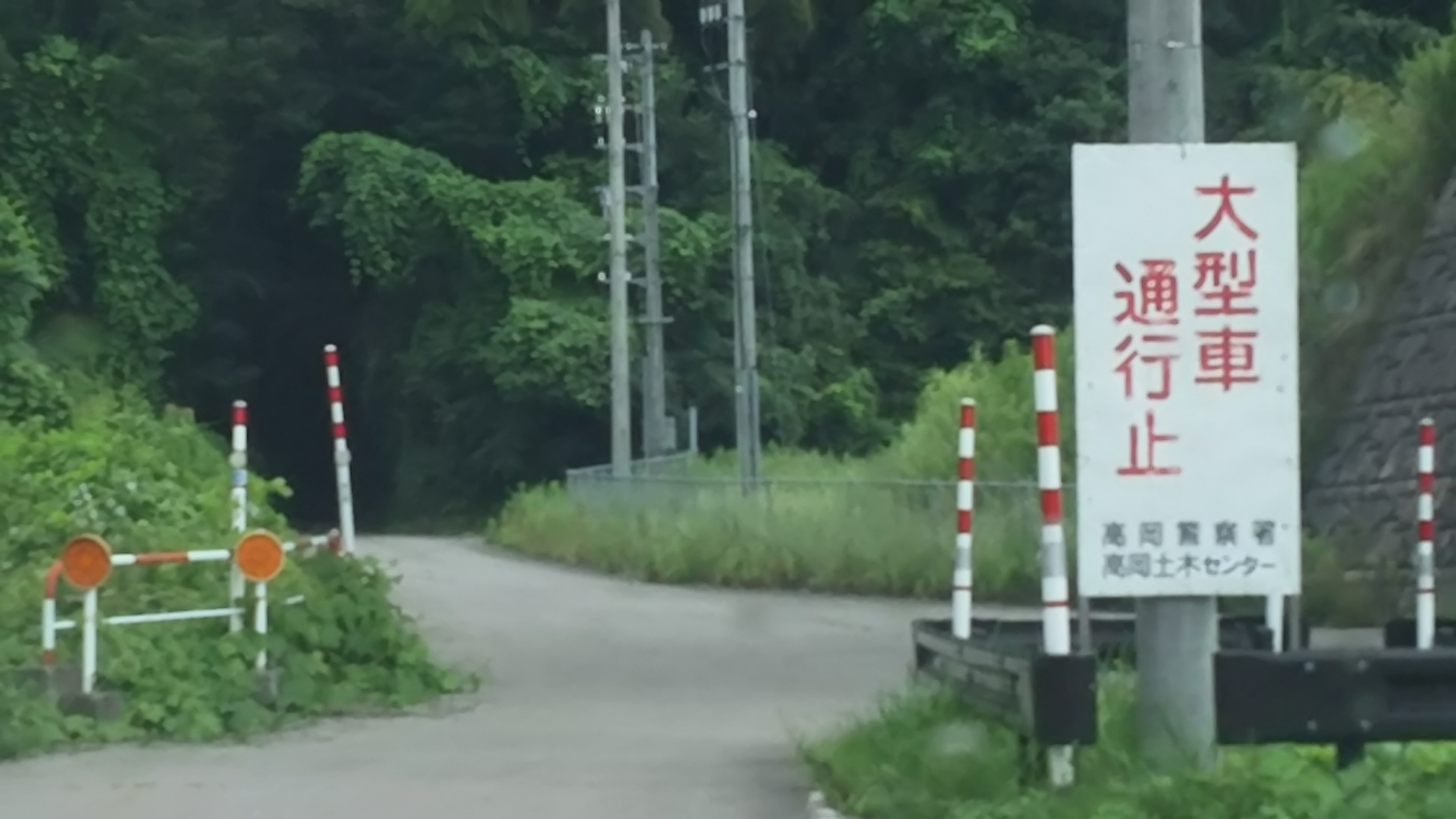
高岡市五十里での冬季閉鎖となる区間への入口にて。

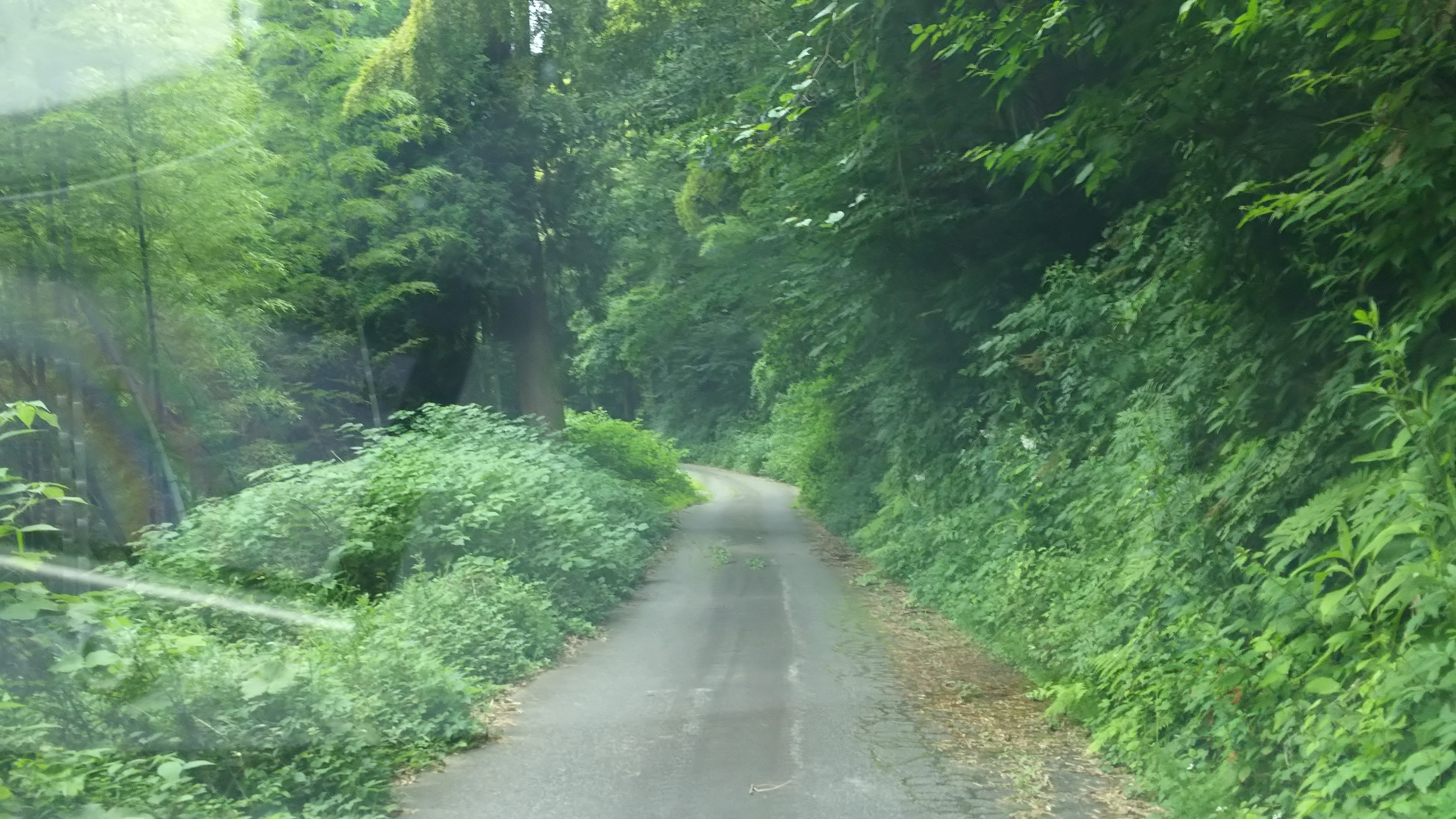
高岡市五十里から氷見市蒲田までの狭隘な山越え区間。

- 高岡市五十里 - 三方峰峠 - 氷見市蒲田 3.5km（但し、起点 - 氷見市堀田交差点間では、並行するスーパー農道にて迂回が可能）

## 通過する自治体
- 富山県
  - 高岡市 - 氷見市

## 峠
- 三方峰峠

## 周辺
- 能越自動車道 高岡北インターチェンジ
- 神代温泉
- 氷見市立湖南小学校
- 医療法人社団友愛病院会 陽和温泉病院
- 氷見運動公園
- トヤマTKX